# Les Mines de Falun
Les Mines de Falun (Die Bergwerke zu Falun) est une nouvelle fantastique de E. T. A. Hoffmann publiée en 1819 et sous-titrée Conte suédois. Il est inclus dans le recueil Les Frères de Saint-Sérapion.

## Résumé
Au retour d'un voyage en mer, Elis apprend que sa mère est décédée pendant son absence. Cette triste nouvelle lui ôte toute envie de prendre part à la fête comme les autres marins, c'est pourquoi il se tient à l'écart, assis sur un banc devant la taverne. Alors qu'il se croit seul, il voit qu'un vieillard vient s'asseoir à ses côtés. L'inconnu lui décrit alors en des termes élogieux le métier de mineur à Falun. Elis est choqué : « Comment ? Que me conseillez-vous là ? Ces beaux et libres espaces, ce ciel pur et ensoleillé qui m'entoure et me réconforte, voulez-vous que j'abandonne tout cela pour descendre dans des profondeurs sinistres et creuser, creuser sans cesse, comme la taupe, à la recherche de minerais et de métaux, et tout cela en vue d'un vil profit ? »
Elis est finalement convaincu par le ton impérieux du vieil homme et décide de partir pour Falun. La nuit qui précède son départ, il fait un rêve étrange, dans lequel lui apparaît le vieillard, mais aussi une femme très belle, la Reine. Ce rêve s'achève sur un avertissement du vieillard : « Prend garde, Fröbom ! Sois fidèle à la Reine à laquelle tu t'es donné. »
Chaque fois qu'il n'est pas sûr de son chemin, le vieil homme apparaît au-devant de lui sans jamais se laisser atteindre, et lui indique la route à prendre. Une fois arrivé à Falun, il assiste à une fête où il rencontre Ulla Dahlsjö, la fille de Pehrson, le dirigeant de l'exploitation minière. Séduit, il s'engage pour travailler dans la mine de Pehrson Dahlsjö. Alors que son travail le fait monter dans l'estime de Pehrson, un amour partagé et puissant naît entre Elis et Ulla. 
Pourtant, Elis rencontre une nouvelle fois le vieillard, alors qu'il travaille au fond de la mine. Ce dernier, d'une voix effrayante, le compare à une taupe aveugle, accuse son manque de foi dans son travail, et déclare qu'Ulla ne sera jamais sa femme.
Remonté à la surface, Elis apprend qu'il a croisé le chemin du vieux Torbern, un mineur brillant qui a vécu à Falun un siècle plus tôt avant de disparaître dans un éboulement, qui promettait le malheur aux mineurs qui ne faisaient pas preuve de ferveur dans leur travail. Une légende est née à son sujet, après que plusieurs mineurs eurent prétendu l'avoir vu au fond de la mine.
Pehrson révèle ensuite à Elis son intention de donner la main de sa fille à un autre exploitant minier. Par désespoir, Elis descend dans la mine au milieu de la nuit pour trouver Torbern et lui prêter allégeance, c'est-à-dire renoncer au bonheur sur terre et passer le restant de ses jours à creuser sans relâche. Une lumière jaillit, et le rêve fantastique du début du récit apparaît de nouveau. Une nouvelle fois, il contemple la Reine qui l'attire à elle et qui le presse contre son cœur. Il est ensuite retrouvé par les autres mineurs. Pehrson reconnaît n'avoir jamais voulu marier sa fille à un autre qu'à Elis, qu'il s'agissait d'un mensonge pour tester l'amour du jeune homme.
Le jour des noces, Elis retourne une dernière fois au fond de la mine, pour y trouver une pierre particulièrement belle dont il souhaite faire cadeau à sa future épouse. Survient un éboulement. Elis ne remontera jamais.

## Adaptation
- 1961 : Les Mines de Falun (Das Bergwerk zu Falun), opéra en trois actes de Rudolf Wagner-Régeny (en)

## Source
- (de) Cet article est partiellement ou en totalité issu de l’article de Wikipédia en allemand intitulé « Die Bergwerke zu Falun » (voir la liste des auteurs).